# BR-156
Pour les articles homonymes, voir Route 156.
La BR-156 est une route fédérale du Brésil. Son point de départ se situe au pont sur l'Oyapock (Frontière entre le Brésil et la France) à Oiapoque (dans l'État d'Amapá), et elle s'achève à Cachoeira Santo Antônio, dans le même État. Elle traverse ce seul État, du Nord vers le Sud-Ouest,.

## Présentation
Entre Oiapoque et Macapá, dont 110 km de piste en latérite cette partie étant de 50 km au sud de Oyapock et la petite ville de Carnot , praticable en saison sèche, mais qui se dégrade rapidement en saison des pluies.
Le pont sur l'Oyapock vers Saint-Georges-de-l'Oyapock (en Guyane, région française) est ouvert depuis mars 2017. De l'autre côté du fleuve la route est alors prolongée par la RN 2.
Un projet de construction d'un tronçon de 27 km entre Beiradão et Cachoeira Santo Antônio sur la municipalité de Laranjal do Jari est à l'étude.

## Tracé
Elle dessert, entre autres villes :
- Calçoene
- Amapá
- Ferreira Gomes
- Macapá
- Vitória do Jari

Elle est longue de 672,3 km (y compris les tronçons non construits).